# Volby do Evropského parlamentu 2009

Volební účast v jednotlivých zemích

Volby do Evropského parlamentu proběhly ve 27 členských státech Evropské unie ve dnech 4. až 7. června 2009. Přes 375 milionů občanů členských států EU s aktivním volebním právem volilo 736 poslanců Evropského parlamentu.

## Volební systém
Volby probíhaly podle zásad poměrného volebního systému, státy mohly podle své konkrétní vnitrostátní situace zřizovat volební obvody nebo jiným způsobem dále členit své volební oblasti; nesměl tím být dotčen poměrný charakter volebního systému. Uzavírací klauzule nesměla být vyšší než 5%, státy mohly stanovit strop pro výdaje kandidátů ve volební kampani. Další pravidla stanovena nebyla, volební systémy v jednotlivých státech se tak více či méně lišily. Pasivní i aktivní volební právo v členském státě měli všichni občané EU, kteří v něm měli bydliště, za stejných podmínek jako státní příslušníci tohoto státu.

## Počet poslanců
Počet poslanců byl poměrně podle počtu obyvatel členských států. V minulých volbách v roce 2004 bylo zvoleno 732 poslanců, po přijetí Bulharska a Rumunska pak dalších 52 (celkem tedy 785). V souladu se smlouvou z Nice byl pro volby v roce 2009 určen počet 736. Podle pravidel uvedených v Lisabonské smlouvě (která během volebního období vstoupila v platnost) byla čísla opět odlišná.
| Členský stát                                     | 2007                                             | 2009                                             | Lisabon                                          |                                                  | Členský stát                                     | 2007                                             | 2009                                             | Lisabon                                          |                                                  | Členský stát | 2007 | 2009 | Lisabon |
| Německo                                          | 99                                               | 99                                               | 96                                               | Česko                                            | 24                                               | 22                                               | 22                                               | Slovensko                                        | 14                                               | 13           | 13   |      |         |
| Francie                                          | 78                                               | 72                                               | 74                                               | Řecko                                            | 24                                               | 22                                               | 22                                               | Irsko                                            | 13                                               | 12           | 12   |      |         |
| Itálie                                           | 78                                               | 72                                               | 73                                               | Maďarsko                                         | 24                                               | 22                                               | 22                                               | Litva                                            | 13                                               | 12           | 12   |      |         |
| Spojené království                               | 78                                               | 72                                               | 73                                               | Portugalsko                                      | 24                                               | 22                                               | 22                                               | Lotyšsko                                         | 9                                                | 8            | 9    |      |         |
| Španělsko                                        | 54                                               | 50                                               | 54                                               | Švédsko                                          | 19                                               | 18                                               | 20                                               | Slovinsko                                        | 7                                                | 7            | 8    |      |         |
| Polsko                                           | 54                                               | 50                                               | 51                                               | Rakousko                                         | 18                                               | 17                                               | 19                                               | Kypr                                             | 6                                                | 6            | 6    |      |         |
| Rumunsko                                         | 35                                               | 33                                               | 33                                               | Bulharsko                                        | 18                                               | 17                                               | 18                                               | Estonsko                                         | 6                                                | 6            | 6    |      |         |
| Nizozemsko                                       | 27                                               | 25                                               | 26                                               | Finsko                                           | 14                                               | 13                                               | 13                                               | Lucembursko                                      | 6                                                | 6            | 6    |      |         |
| Belgie                                           | 24                                               | 22                                               | 22                                               | Dánsko                                           | 14                                               | 13                                               | 13                                               | Malta                                            | 5                                                | 5            | 6    |      |         |
| Státy psané kurzívou měly více volebních obvodů. | Státy psané kurzívou měly více volebních obvodů. | Státy psané kurzívou měly více volebních obvodů. | Státy psané kurzívou měly více volebních obvodů. | Státy psané kurzívou měly více volebních obvodů. | Státy psané kurzívou měly více volebních obvodů. | Státy psané kurzívou měly více volebních obvodů. | Státy psané kurzívou měly více volebních obvodů. | Státy psané kurzívou měly více volebních obvodů. | Státy psané kurzívou měly více volebních obvodů. | Celkem:      | 785  | 736  | 751     |

## Výsledky
| FrakceZemě         | Evropská lidová strana | Pokroková aliance socialistů a demokratů                  | Aliance liberálů a demokratů pro Evropu                              | Zelení-Svobodná aliance                                                           | Evropští konzervativci a reformisté                         | Evropská sjednocená levice a Severská zelená levice        | Evropa svobody a demokracie                   | Nezařezení poslanci                                                    | Poslanců  | Účast   | Zdroj               |
| ------------------ | --- | --------------------------------------------------------- | -------------------------------------------------------------------- | --------------------------------------------------------------------------------- | ----------------------------------------------------------- | ---------------------------------------------------------- | --------------------------------------------- | ---------------------------------------------------------------------- | --------- | ------- | ------------------- |
| Belgie             | 3 (Křesťanští demokraté a Vlámové) 1 (Humanistický demokratický střed) 1 (Křesťansko-sociální strana)                            | 3 (Socialistická strana) 2 (Odlišná socialistická strana) | 3 (Vlámští liberálové a demokraté) 2 (Reformistické hnutí)           | 1 (Zelení!) 2 (Ekolo) 1 (Novovlámská aliance)                                     | 1 (Dedeckerova kandidátka)                                  |                                                            |                                               | 2 (Vlámský zájem)                                                      | 22        | 91 %    | [ 5 ]               |
| Bulharsko          | 5 (Občané za evropský rozvoj Bulharska) 1 (Svaz demokratických sil                                                               | 4 (Bulharská socialistická strana)                        | 3 (Hnutí za práva a svobody) 2 (Národní hnutí za stabilitu a pokrok) |                                                                                   |                                                             |                                                            |                                               | 2 (Národní svaz Útok)                                                  | 17        | 37,49 % | [ 6 ]               |
| Česko              | 2 (Křesťanská a demokratická unie - Československá strana lidová)                                                                | 7 (Česká strana sociálně demokratická)                    |                                                                      |                                                                                   | 9 (Občanská demokratická strana)                            | 4 (Komunistická strana Čech a Moravy)                      |                                               |                                                                        | 22        | 28,22 % | [ 7 ]               |
| Dánsko             | 1 (Konzervativní lidová strana)                                                                                                  | 4 (Sociální demokraté)                                    | 3 (Vpřed! Dánští liberálové)                                         | 2 (Socialistická lidová strana)                                                   |                                                             | 1 (Lidové hnutí proti EU)                                  | 2 (Dánská lidová strana)                      |                                                                        | 13        | 59,5 %  | [ 8 ]               |
| Estonsko           | 1 (Za Vlast a Republika) | 1 (Sociálně demokratická strana)                          | 2 (Estonská středová strana) 1 (Estonská reformní strana)            | 1 (Indrek Tarand)                                                                 |                                                             |                                                            |                                               |                                                                        | 6         | 43,2 %  | [ 9 ] [ 10 ] [ 11 ] |
| Finsko             | 3 (Strana národní koalice) 1 (Křesťanští demokraté)                                                                              | 2 (Sociálně demokratická strana Finska)                   | 3 (Středová strana) 1 (Švédská lidová strana)                        | 2 (Zelená liga)                                                                   |                                                             |                                                            | 1 (Opravdoví Finové)                          |                                                                        | 13        | 40,3 %  | [ 12 ]              |
| Francie            | 29 (Svaz pro lidové hnutí) | 14 (Socialistická strana)                                 | 6 (Demokratické hnutí)                                               | 14 (Evropa Ekologie)                                                              |                                                             | 5 (Levicová fronta)                                        | 1 (Hnutí za Francii)                          | 3 (Národní fronta)                                                     | 72        | 40,48 % | [ 13 ]              |
| Irsko              | 4 (Fine Gael) | 3 (Strana práce)                                          | 3 (Fianna Fáil) 1(Marian Harkinová)                                  |                                                                                   |                                                             | 1 (Socialistická strana)                                   |                                               |                                                                        | 12        | 57,5 %  | [ 14 ]              |
| Itálie             | 29 (Lid svobody) 5 (Svaz středu) 1(Jihotyrolská lidová strana)                                                                   | 21 (Demokratická strana)                                  | 7 (Itálie hodnot)                                                    |                                                                                   |                                                             |                                                            | 9 (Liga severu)                               |                                                                        | 72        | 65,05 % | [ 15 ]              |
| Kypr               | 2 (Demokratické shromáždění) | 1 (Hnutí pro sociální demokracii)                         | 1 (Demokratická strana)                                              |                                                                                   |                                                             | 2 (Pokroková strana pracujícího lidu)                      |                                               |                                                                        | 6         | 58,88 % | [ 16 ]              |
| Litva              | 4 (Svaz vlasti - Litevští křesťanští demokraté)                                                                                  | 3 (Litevská sociálně demokratická strana)                 | 1 (Strana práce) 1 (Hnutí liberálů Litevské republiky)               |                                                                                   | 1 (Volební akce Poláků v Litvě)                             |                                                            | 2 (Řád a spravedlnost)                        |                                                                        | 12        | 20,54 % | [ 17 ]              |
| Lotyšsko           | 2 (Občanský svaz) 1 (Strana nového věku)                                                                                         | 1 (Národní strana harmonie                                | 1 (LPP/LC)                                                           | 1 (Za lidská práva v jednotném Lotyšsku)                                          | 1 (Za vlast a svobodu-LNNK)                                 | 1 (Lotyšská socialistická strana)                          |                                               |                                                                        | 8         | 52,57 % | [ 18 ]              |
| Lucembursko        | 3 (Křesťansko-sociální lidová strana)                                                                                            | 1 (Lucemburská socialistická dělnická strana)             | 1 (Demokratická strana)                                              | 1 (Zelení)                                                                        |                                                             |                                                            |                                               |                                                                        | 6         | 91 %    | [ 19 ]              |
| Maďarsko           | 14 (Fidesz - Maďarská občanská unie)                                                                                             | 4 (Maďarská socialistická strana)                         |                                                                      |                                                                                   | 1 (Maďarské demokratické fórum)                             |                                                            |                                               | 3 (Hnutí za lepší Maďarsko)                                            | 22        | 36.28 % | [ 20 ]              |
| Malta              | 2 (Národní strana) | 3 (Strana práce)                                          |                                                                      |                                                                                   |                                                             |                                                            |                                               |                                                                        | 5         | 78,8 %  | [ 21 ]              |
| Německo            | 34 (Křesťanskodemokratická unie) 8 (Křesťansko-sociální unie Bavorska)                                                           | 23 (Sociálnědemokratická strana Německa)                  | 12 (Svobodná demokratická strana)                                    | 14 (Spojenectví 90/Zelení)                                                        |                                                             | 8 (Levice)                                                 |                                               |                                                                        | 99        | 42,5 %  | [ 22 ]              |
| Nizozemsko         | 5 (Křesťansko-demokratická výzva)                                                                                                | 3 (Strana práce)                                          | 3 (Lidová strana svobody a demokracie) 3 (Demokraté 66)              | 3 (Zelená levice)                                                                 | 1 (Křesťanský svaz)                                         | 2 (Socialistická strana)                                   | 1 (Reformační politická strana)               | 4 (Strana svobody)                                                     | 25        | 36,5 %  | [ 23 ]              |
| Polsko             | 25 (Občanská platforma) 3 (Polská lidová strana)                                                                                 | 6 (Svaz demokratické levice 1 (Unie práce)                |                                                                      |                                                                                   | 15 (Právo a Spravedlnostt)                                  |                                                            |                                               |                                                                        | 50        | 24,53 % | [ 24 ]              |
| Portugalsko        | 8 (Sociálně demokratická strana) 2 (Demokratické a sociální středisko - Lidová strana)                                           | 7 (Socialistická strana)                                  |                                                                      |                                                                                   |                                                             | 2 (Koalice demokratické jednoty) 3 (Levicový blok)         |                                               |                                                                        | 22        | 36,48 % | [ 25 ]              |
| Rakousko           | 6 (Rakouská lidová strana) | 5 (Rakouská sociálně-demokratická strana)                 |                                                                      | 1 (Zelení)                                                                        |                                                             |                                                            |                                               | 3 (Kandidátka Dr. Hanse-Petera Martina) 2 (Rakouská strana svobodných) | 17        | 42,2 %  | [ 26 ] [ 27 ]       |
| Rumunsko           | 11 (Demokratická liberální strana) 3 (Demokratický svaz Maďarů v Rumunsku)                                                       | 11 (Sociálně demokratická strana)                         | 5 (Národní liberální strana)                                         |                                                                                   |                                                             |                                                            |                                               | 3 (Strana Většího Rumunska)                                            | 33        | 27,52 % | [ 28 ]              |
| Řecko              | 8 (Nová demokracie) | 8 (Panhelénské socialistické hnutí)                       |                                                                      | 1 (Zelení)                                                                        |                                                             | 2 (Komunistická strana Řecka) 1 (Koalice radikální levice) | 2 (Lidové pravoslavné hnutí)                  |                                                                        | 22        | 52,63 % | [ 29 ]              |
| Slovensko          | 2 (Slovenská demokratická a křesťanská unie - Demokratická strana) 2 (Křesťansko-demokratické hnutí) 2 (Strana maďarské koalice) | 5 (SMĚR - Sociální demokracie)                            | 1 (Lidová strana - Hnutí za demokratické Slovensko)                  |                                                                                   |                                                             |                                                            | 1 (Slovenská národní strana)                  |                                                                        | 13        | 19,63 % | [ 30 ]              |
| Slovinsko          | 2 (Slovinská demokratická strana) 1 (Nové Slovinsko)                                                                             | 2 (Sociální demokraté)                                    | 1 (Liberální demokracie Slovinska) 1 (Doopravdy)                     |                                                                                   |                                                             |                                                            |                                               |                                                                        | 7         | 28,02 % | [ 31 ] [ 32 ]       |
| Španělsko          | 23 (Lidová strana) | 21 (Španělská socialistická dělnická strana)              | 1 (Demokratické sbližování Katalánska) 1 (Baskická národní strana)   | 1 (Katalánská republikánská levice) 1 (Iniciativa pro Katalánsko - Zelení)        |                                                             | 2 (Sjednocená levice)                                      |                                               | 1 (Unie, pokrok a demokracie)                                          | 50        | 46 %    | [ 33 ]              |
| Švédsko            | 4 (Umírněná strana) 1 (Křesťanští demokraté)                                                                                     | 5 (Švédská sociálně demokratická strana)                  | 3 (Liberální lidová strana) 1 (Středová strana)                      | 2 (Strana zelených) 1 (Pirátská strana)                                           |                                                             | 1 (Levicová strana)                                        |                                               |                                                                        | 18        | 43,8 %  | [ 34 ]              |
| Spojené království | | 13 (Labouristická strana)                                 | 11 (Liberální demokraté)                                             | 2 (Strana zelených Anglie a Walesu) 2 (Skotská národní strana) 1 (Velšská strana) | 25 (Konzervativní strana) 1 (Ulsterská unionistická strana) | 1 (Sinn Féin)                                              | 13 (Strana nezávislosti Spojeného království) | 2 (Britská národní strana) 1 (Demokratická unionistická strana)        | 72        | 34,48 % | [ 35 ]              |
| Celkem             | 265 (−19) | 183 (−32)                                                 | 83 (−20)                                                             | 55 (+13)                                                                          | 55                                                          | 35 (−7)                                                    | 32                                            | 26                                                                     | 736 (–49) | 42,94 % | [ 36 ] [ 37 ]       |

## Přehled
Prvním dnem voleb byl čtvrtek 4. června. Termín voleb v jednotlivých zemích nicméně odpovídal místní tradici (například v Česku a v Itálii se podle zvyku volilo dva dny), většina voleb proběhla v neděli 7. června.
- Volby do Evropského parlamentu ve Spojeném království 2009 (4. června)
- Volby do Evropského parlamentu v Nizozemsku 2009 (4. června)
- Volby do Evropského parlamentu v Irsku 2009 (5. června)
- Volby do Evropského parlamentu v Česku 2009 (5.–6. června)
- Volby do Evropského parlamentu na Kypru 2009 (6. června)
- Volby do Evropského parlamentu v Lotyšsku 2009 (6. června)
- Volby do Evropského parlamentu na Maltě 2009 (6. června)
- Volby do Evropského parlamentu na Slovensku 2009 (6. června)
- Volby do Evropského parlamentu v Itálii 2009 (6.–7. června)
- Volby do Evropského parlamentu v Německu 2009 (7. června)
- Volby do Evropského parlamentu v Rakousku 2009 (7. června)
- Volby do Evropského parlamentu v Belgii 2009 (7. června)
- Volby do Evropského parlamentu v Bulharsku 2009 (7. června)
- Volby do Evropského parlamentu v Dánsku 2009 (7. června)
- Volby do Evropského parlamentu ve Španělsku 2009 (7. června)
- Volby do Evropského parlamentu v Estonsku 2009 (7. června)
- Volby do Evropského parlamentu ve Finsku 2009 (7. června)
- Volby do Evropského parlamentu ve Francii 2009 (7. června)
- Volby do Evropského parlamentu v Řecku 2009 (7. června)
- Volby do Evropského parlamentu v Maďarsku 2009 (7. června)
- Volby do Evropského parlamentu v Litvě 2009 (7. června)
- Volby do Evropského parlamentu v Lucembursku 2009 (7. června)
- Volby do Evropského parlamentu v Polsku 2009 (7. června)
- Volby do Evropského parlamentu v Portugalsku 2009 (7. června)
- Volby do Evropského parlamentu v Rumunsku 2009 (7. června)
- Volby do Evropského parlamentu ve Slovinsku 2009 (7. června)
- Volby do Evropského parlamentu ve Švédsku 2009 (7. června)